# Symphony of the Seas
Die Symphony of the Seas ist ein Kreuzfahrtschiff von Royal Caribbean International, welches 2018 fertiggestellt wurde. Mit einer Vermessung von 228.081 BRZ löste sie ihr Schwesterschiff, die Harmony of the Seas, als das größte Kreuzfahrtschiff der Welt ab und behielt diesen Titel bis zur Ablieferung der Wonder of the Seas im Jahr 2022. Gebaut wurde sie auf der französischen Werft STX France in Saint-Nazaire.
Das Schiff gehört zur Oasis-Klasse von Royal Caribbean International, wobei es sich um das vierte Schiff der Klasse handelt.

## Geschichte
Im Rahmen der Bestellung eines dritten Schiffes der Oasis-Klasse mit Fertigstellung im Jahr 2016, der Harmony of the Seas am 28. Dezember 2012 wurde auch die Option auf ein viertes Schiff dieser Klasse bei STX France vereinbart. Am 9. Mai 2014, anlässlich der Kiellegung der Harmony of the Seas, gaben Royal Caribbean International und STX France bekannt, dass das vierte optionierte Schiff der Klasse fest bestellt wurde.
Der Baubeginn des zu dem Zeitpunkt noch namenlosen Schiffes erfolgte am 3. Februar 2015. Das Schiff wurde unter der Baunummer B34 gebaut.
Die Kiellegung des Schiffes erfolgte am 29. Oktober 2015. Dabei wurde ein 10 × 47 m großer und 1.000 Tonnen schwerer Block ins Baudock gehoben. Unter diesen Baublock wurden Münzen gelegt, welche der Tradition nach dem Schiff und der Besatzung Glück bringen sollen. Am 2. Dezember 2016 wurde der teilweise fertige Rohbau vom Trockendock A in das tiefere Trockendock B verlegt.
Royal Caribbean International kündigte am 8. März 2017 an, dass das Schiff den Namen Symphony of the Seas tragen wird.
Das Ausdocken der Symphony of the Seas erfolgte am 9. Juni 2017. Anschließend wurde das Schiff in das Bassin C zur Endausrüstung geschleppt.
Vom 15. bis zum 19. Februar 2018 fand die erste Probefahrt statt. Vom 3. bis zum 4. März 2018 fand die zweite Probefahrt statt. Die Symphony of the Seas wurde am 23. März 2018 abgeliefert.
Die Indienststellung des Schiffs erfolgte am 31. März 2018. Am 15. November 2018 wurde das Schiff in Miami getauft.
Während der COVID-19-Pandemie kam es im Dezember 2021 zu einem Ausbruch der Krankheit an Bord mit 48 Infektionen. Vier Erkrankte mussten per Hubschrauber ausgeflogen werden.

## Ausstattung
Das Schiff besitzt sowohl bekannte Merkmale der Schiffsklasse, wie beispielsweise den Central Park und die Royal Promenade, als auch einige Neuerungen. Hierzu gehört unter anderem ein zweiter Pool im Solarium auf Deck 1.
Zu den Highlights an Bord, welche bereits von der Schwester Harmony of the Seas bekannt sind, gehört die zehn Decks hohe Rutsche Ultimate Abyss am Heck des Schiffes. Ebenfalls sind drei Wasserrutschen auf dem Schiff untergebracht.
Wie auf allen Schiffen der Klasse gibt es 13 Meter hohe Kletterwände, eine Seilrutsche und die FlowRider genannten Surfsimulatoren.

## Einsatz
In der ersten Saison wird[veraltet] die Symphony of the Seas im westlichen Mittelmeer eingesetzt. Dabei werden neben Barcelona, der Provence und Florenz auch Civitavecchia (bei Rom) und Neapel angelaufen.
Im November 2018 wurde die Symphony of the Seas nach Miami überführt und bricht dort zu siebennächtigen Kreuzfahrten in die westliche und östliche Karibik auf.

## Schwesterschiffe
Die Symphony of the Seas ist das vierte von bislang sechs Schiffen der Oasis-Klasse, die zwischen 2007 und 2024 auf den Werften Chantiers de l’Atlantique in Saint-Nazaire und STX Finland im finnischen Turku entstanden. Bis 2028 soll bei Chantiers de l’Atlantique ein weiteres Schiff entstehen.